# Fusalp
Fusalp ist die Kleidermarke des Textilunternehmens Créations Fusalp in Annecy, der Hauptstadt des französischen Departements Haute-Savoie.
Die im Jahr 1952 gegründete Firma stellte anfangs vor allem Winterbekleidung vorwiegend für das Skifahren her. Die beiden Schneider von Annecy Georges Ribola und René Veyrat wollten die damals breit eingeführten Hosen des Typs fuseau (Leggings) als Skihosen propagieren und schufen dazu den Begriff fuseau des Alpes, kurz Fusalp. Sie verbesserten die Form der Hosen, so dass man sie jetzt über die Skischuhe ziehen und damit die Füße vor dem Schnee schützen konnte und indem sie Verstärkungen an der Kniepartei einsetzten.
Eine weitere Marke des Unternehmens waren die Pullover Montant, die lange Zeit bei französischen Skilehrern sehr beliebt waren.
Einige erfolgreiche Skifahrer wählten die Skihosen Fusalp so wie Jean-Claude Killy, Marielle Goitschel und Guy Périllat, die als Sieger aus den Olympischen Winterspielen von Innsbruck 1964 und Grenoble 1968 hervorgingen und dadurch beste Werbung für die Skibekleidung aus Annecy machten. In den 1970er Jahren war Fusalp Marktführerin in diesem Bereich. Nach wirtschaftlichen Schwierigkeiten musste das Unternehmen 1984 von den damaligen Eigentümern jedoch verkauft werden. Seither firmiert es als Créations Fusalp.
Im Jahr 2014 erwarben Sophie Lacoste-Dournel und ihr Bruder Philippe Lacoste eine Mehrheitsbeteiligung an der Firma, die sich unter der neuen Leitung von der Ausrichtung auf Sportausrüstung löste und zu einem Hersteller von allgemeinerer Sportswear entwickelte. Mit eigenen Boutiques in Paris, Lille und andern Städten sowie einigen Skisportorten richtete sich Créations Fusalp vermehrt auf eine städtische Kundschaft aus. Die Pullover Montant wurden für ein neues Publikum wieder lanciert. Schließlich dehnte Créations Fusalp den Absatz auch auf den internationalen Markt aus und ist etwa in der Schweiz, Großbritannien und den Vereinigten Staaten vertreten.